# Saison 17 de New York, police judiciaire
Chronologie
Saison 16 Saison 18
Cet article présente la dix-septième saison de New York, police judiciaire, série télévisée américaine diffusée sur NBC.

## Distribution

### Acteurs principaux
- Jesse L. Martin : détective Ed Green
- Milena Govich : détective Nina Cassady
- S. Epatha Merkerson : lieutenant Anita Van Buren
- Sam Waterston : premier substitut du procureur Jack McCoy
- Alana de la Garza : substitut du procureur Connie Rubirosa
- Fred Dalton Thompson : procureur Arthur Branch

## Production
Le 27 avril 2006, la série est renouvelée pour une dix-septième saison.
La saison est constituée de vingt-deux épisodes, diffusée du 22 septembre 2006 au 18 mai 2006 sur NBC.

## Épisodes

### Épisode 1:Couple de stars
- États-Unis : 22 septembre 2006 sur NBC

- États-Unis : 11,07 millions de téléspectateurs (première diffusion)

### Épisode 2:L'Annonce
- États-Unis : 29 septembre 2006 sur NBC

- États-Unis : 10,03 millions de téléspectateurs (première diffusion)

### Épisode 3:Divorce explosif
- États-Unis : 6 octobre 2006 sur NBC

- États-Unis : 9,64 millions de téléspectateurs (première diffusion)

### Épisode 4:Au nom de la peur
- États-Unis : 13 octobre 2006 sur NBC

- États-Unis : 9,43 millions de téléspectateurs (première diffusion)

### Épisode 5:Le Poids des médias
- États-Unis : 20 octobre 2006 sur NBC

- États-Unis : 10,20 millions de téléspectateurs (première diffusion)

### Épisode 6:Frères d'armes
- États-Unis : 27 octobre 2006 sur NBC

- États-Unis : 9,02 millions de téléspectateurs (première diffusion)

### Épisode 7:De père en fils
- États-Unis : 3 novembre 2006 sur NBC

- États-Unis : 10,87 millions de téléspectateurs (première diffusion)

### Épisode 8:Pour une minute de gloire
- États-Unis : 10 novembre 2006 sur NBC

- États-Unis : 9,57 millions de téléspectateurs (première diffusion)

### Épisode 9:Cavale meurtrière
- États-Unis : 17 novembre 2006 sur NBC

- États-Unis : 9,94 millions de téléspectateurs (première diffusion)

### Épisode 10:Femme de pouvoir
- États-Unis : 8 décembre 2006 sur NBC

- États-Unis : 10,23 millions de téléspectateurs (première diffusion)

### Épisode 11:Les Restes du jour
- États-Unis : 5 janvier 2007 sur NBC

- États-Unis : 9,77 millions de téléspectateurs (première diffusion)

### Épisode 12:La Voleuse d'enfant
- États-Unis : 12 janvier 2007 sur NBC

- États-Unis : 9,02 millions de téléspectateurs (première diffusion)

### Épisode 13:La Provocatrice
- États-Unis : 2 février 2007 sur NBC

- États-Unis : 9,53 millions de téléspectateurs (première diffusion)

### Épisode 14:La Peur du scandale
- États-Unis : 9 février 2007 sur NBC

- États-Unis : 9,63 millions de téléspectateurs (première diffusion)

### Épisode 15:Melting Pot
- États-Unis : 16 février 2007 sur NBC

- États-Unis : 9,01 millions de téléspectateurs (première diffusion)

### Épisode 16:Le Roman d'un meurtre
- États-Unis : 23 février 2007 sur NBC

- États-Unis : 8,67 millions de téléspectateurs (première diffusion)

### Épisode 17:De bonne foi
- États-Unis : 30 mars 2007 sur NBC

- États-Unis : 7,47 millions de téléspectateurs (première diffusion)

### Épisode 18:Noir ou blanc
- États-Unis : 6 avril 2007 sur NBC

- États-Unis : 8,22 millions de téléspectateurs (première diffusion)

### Épisode 19:Les Filles de l'Est
- États-Unis : 27 avril 2007 sur NBC

- États-Unis : 7,52 millions de téléspectateurs (première diffusion)

### Épisode 20:Captivité volontaire
- États-Unis : 4 mai 2007 sur NBC

- États-Unis : 8,88 millions de téléspectateurs (première diffusion)

### Épisode 21:Les Horreurs de la guerre
- États-Unis : 11 mai 2007 sur NBC

- États-Unis : 8,30 millions de téléspectateurs (première diffusion)

### Épisode 22:La Famille de la haine
- États-Unis : 18 mai 2007 sur NBC

- États-Unis : 9,23 millions de téléspectateurs (première diffusion)